# Sillenstede
Sillenstede is een plaats in de Duitse gemeente Schortens, deelstaat Nedersaksen. Sillenstede telt ongeveer 2220 inwoners.

## Bezienswaardigheden
In de 12e-eeuwse romaanse Florianuskerk van Sillenstede bevindt zich een opvallende triomfboog met aan weerszijden ervan cibories. Het laatgotische altaarretabel heeft afbeeldingen van de lijdensweg van Christus en is geschilderd tegen een diepblauwe achtergrond. Het is waarschijnlijk het werk van een Vlaamse schilder. Het doopvont dateert uit de 13e eeuw en heeft een romaans karakter. Het orgel is in 1757 gebouwd door Adam Berger.

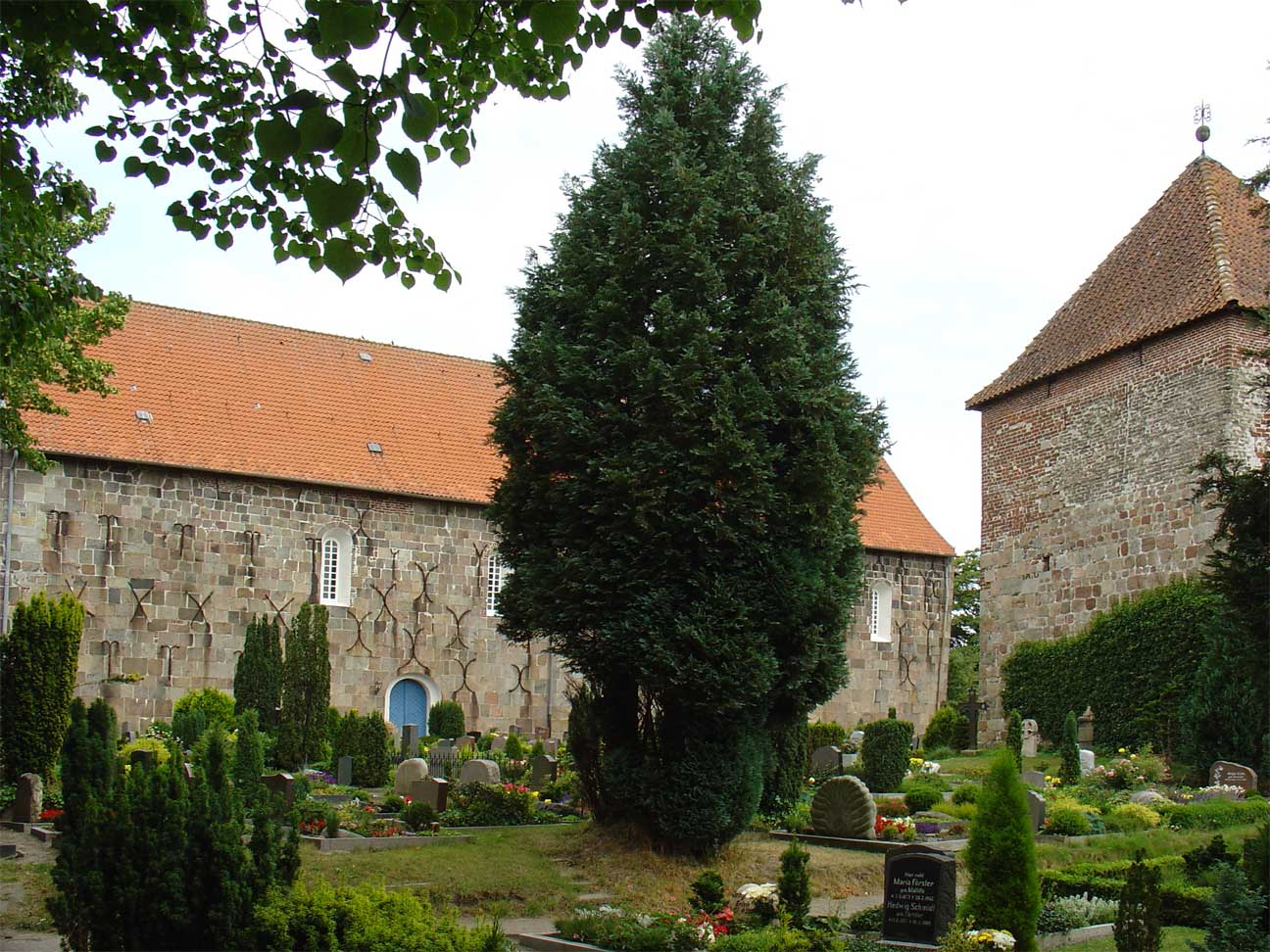
Florianuskerk Sillenstede
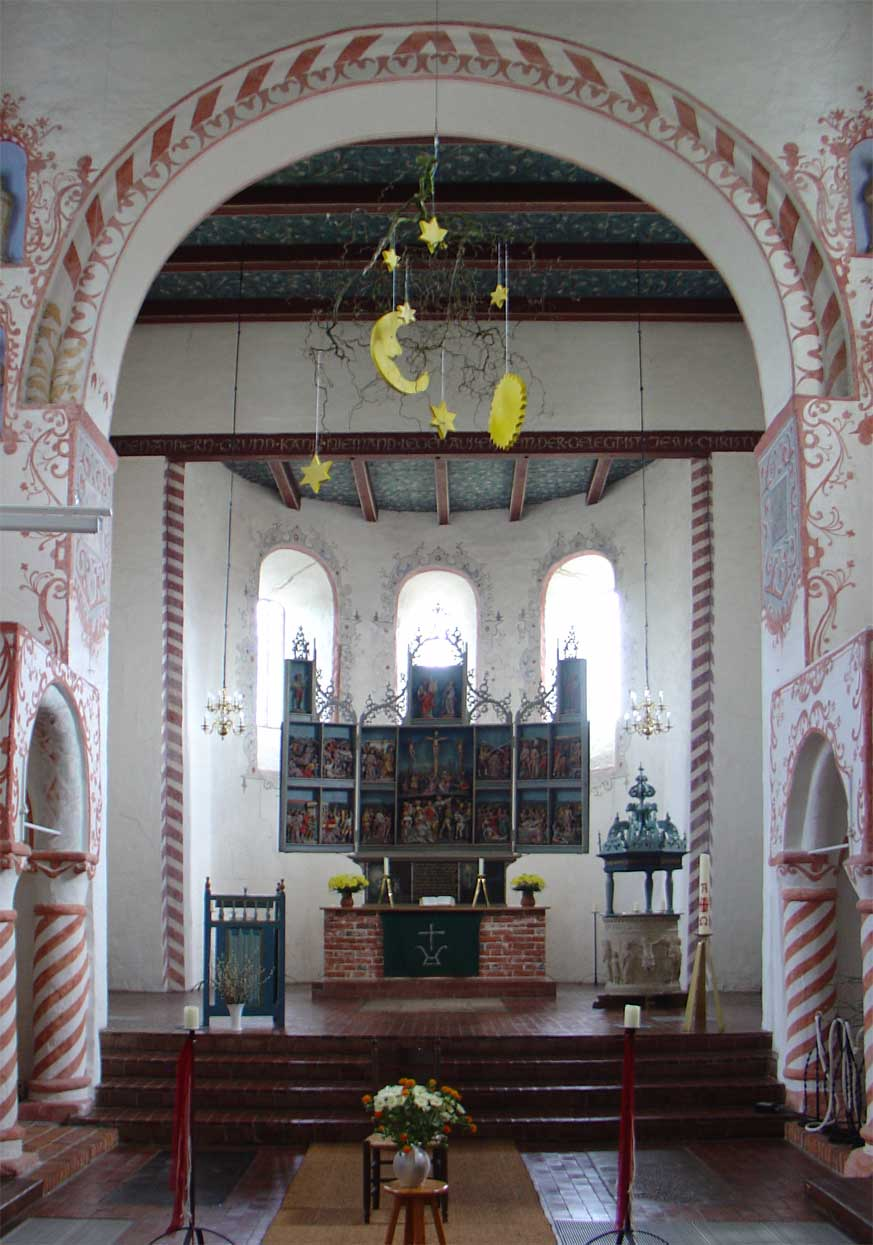
Triomfboog met cibories en retabel in de Florianuskerk van Sillenstede
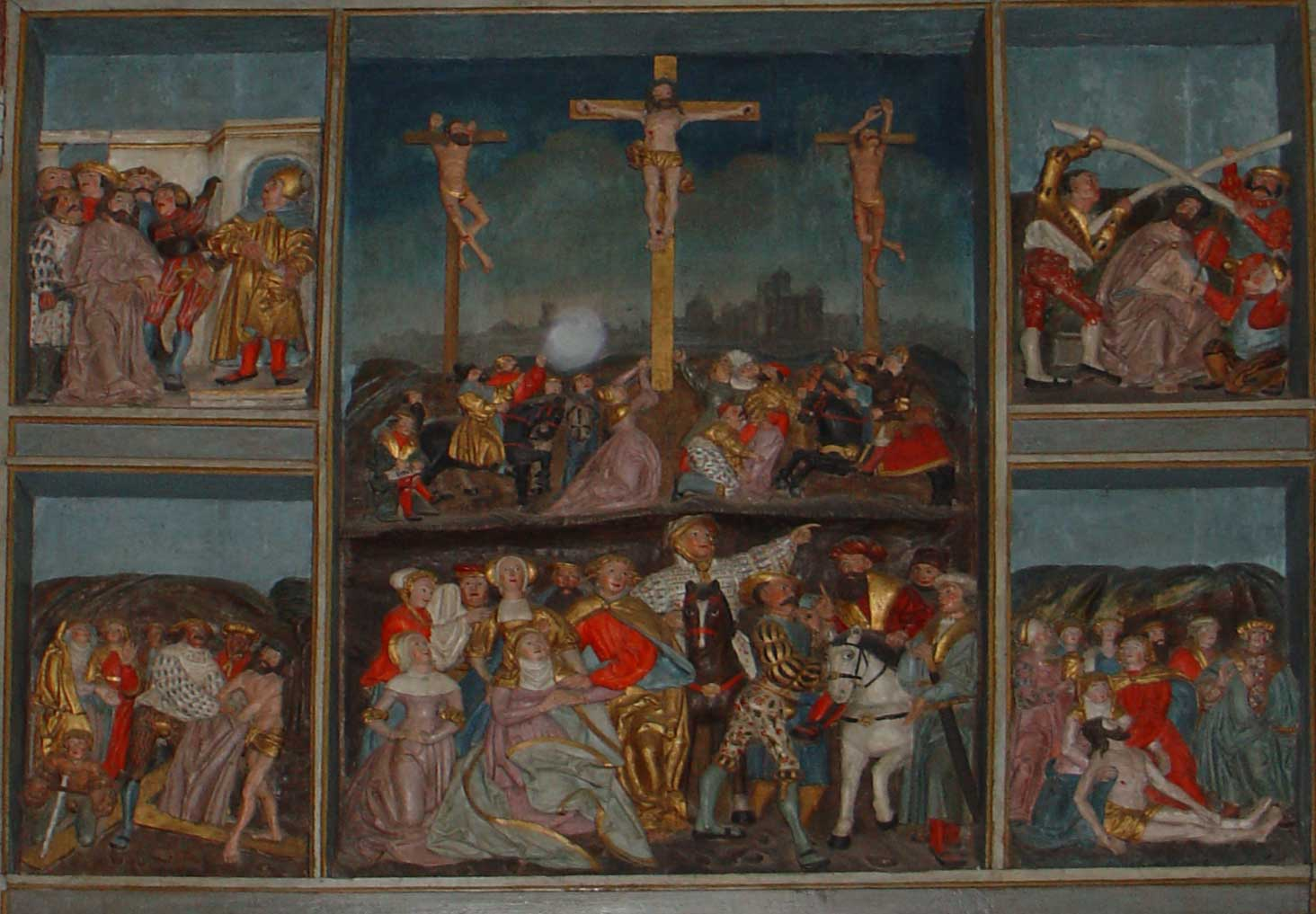
Middenpaneel van het retabel in de Florianuskerk van Sillenstede
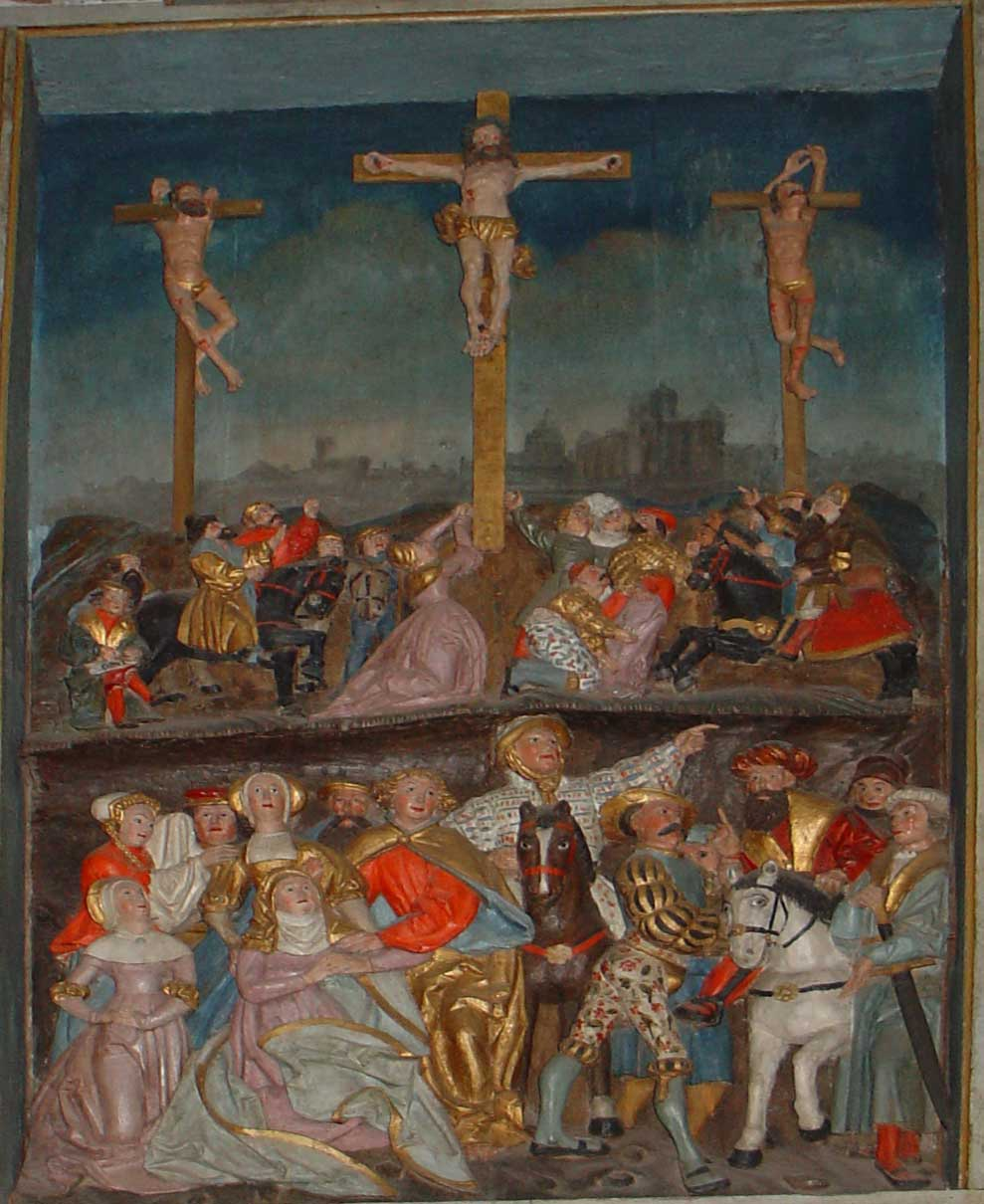
Retabel in de Florianuskerk van Sillenstede (detail)